# (100309) Misuzukaneko
(100309) Misuzukaneko est un astéroïde de la ceinture principale.

## Description
(100309) Misuzukaneko est un astéroïde de la ceinture principale. Il fut découvert le 20 avril 1995 à Kuma Kogen par Akimasa Nakamura. Il présente une orbite caractérisée par un demi-grand axe de 2,54 UA, une excentricité de 0,18 et une inclinaison de 3,9° par rapport à l'écliptique. Il porte le nom du poète et compositeur japonais Misuzu Kaneko.

## Compléments